# Diadophis punctatus similis
Diadophis punctatus similis is een slang uit de familie toornslangachtigen (Colubridae) en de onderfamilie Dipsadinae. Het is een van de dertien ondersoorten van de ringnekslang (Diadophis punctatus). De ondersoort werd voor het eerst wetenschappelijk beschreven door Charles Émile Blanchard in 1923.
Diadophis punctatus similis komt voor in de Verenigde Staten en is endemisch in de staat Californië. De habitat bestaat uit bossen, heuvels, valleien en bergstreken. Het voedsel bestaat uit salamanders, kikkers zoals boomkikkers en hagedissen en ook ongewervelden als wormen en insecten worden wel gegeten.
De slang bereikt een lichaamslengte van 27 tot 50 centimeter. De lichaamskleur is licht grijsgroen. De buikzijde is lichtoranjegekleurd en de onderzijde van de staart is roodgekleurd. De buikzijde is voorzien van een vlekkenpatroon dat bestaat uit een onregelmatig patroon van kleine zwarte vlekjes. De ring om de nek waaraan de soortnaam te danken is, is oranje en voorzien van een smalle zwarte omzoming.